# Ernst Ludwig Ostermayer

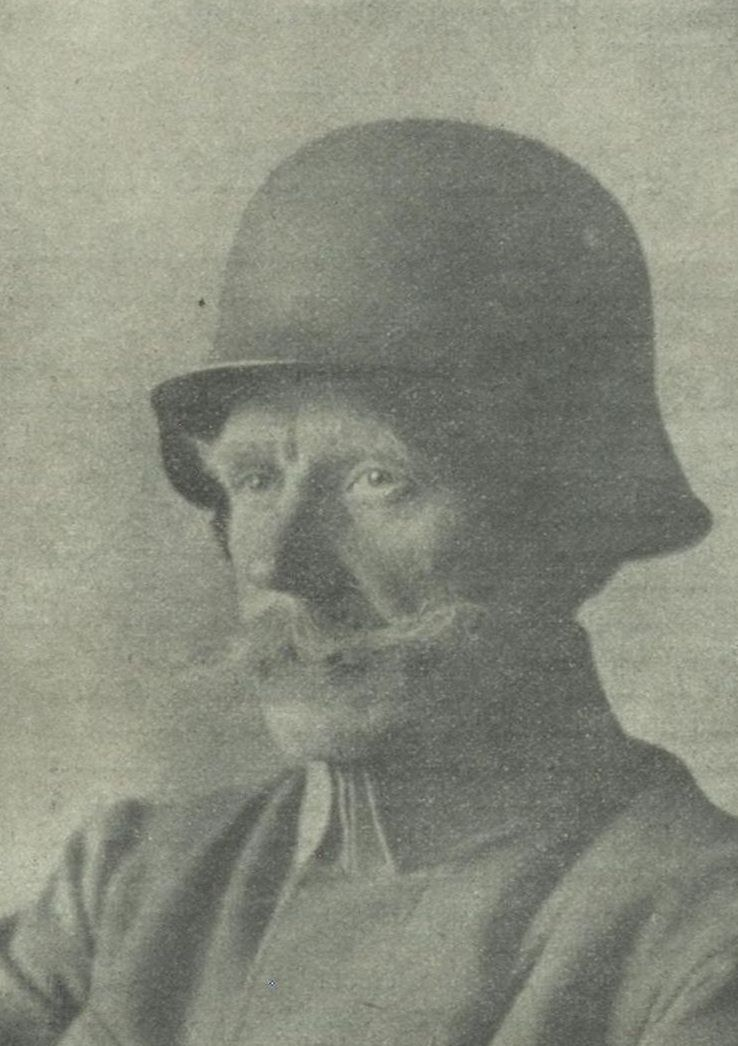
Ernst Ludwig Ostermayer

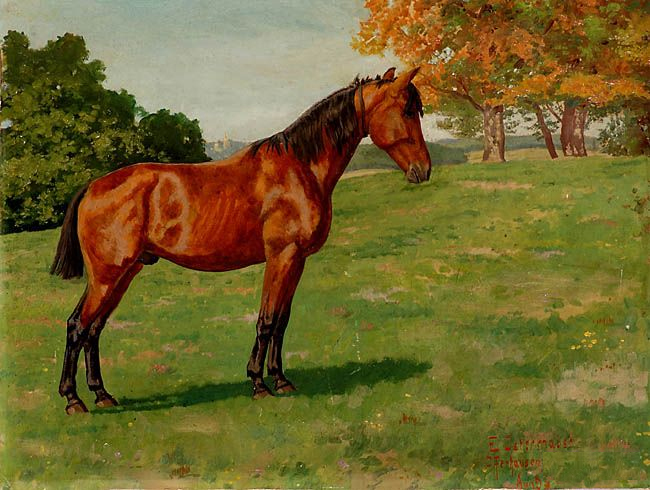
Pferd vor einer Landschaft

Ernst Ludwig Ostermayer (* 3. Dezember 1868 in Weilheim an der Teck; † 19. Mai 1918 an der Westfront) war ein deutscher Porträt- und Pferdemaler sowie Landschaftsfotograf.  

## Leben
Ostermayer studierte Malerei an der Großherzoglichen Badischen Kunstschule Karlsruhe und setzte das Studium an der Académie Julian in Paris fort, er studierte auch bei Franz Roubaud in München und bei Robert von Haug in Stuttgart.
Ostermeyer war ab 1903 in München ansässig und als Porträt- und Pferdemaler sowie Landschaftsfotograf beschäftigt. Er war auch als Schriftsteller bekannt. Während des Ersten Weltkrieges war er als Kriegsmaler tätig und fiel an der Westfront.